# 金閣寺放火事件
金閣寺放火事件（きんかくじほうかじけん）は、1950年（昭和25年）7月2日未明に、京都府京都市上京区金閣寺町（現・北区金閣寺町）にある、鹿苑寺（通称・金閣寺）で発生した放火事件。同寺の徒弟僧である林 承賢（当時21歳）が、国宝の舎利殿（金閣）に放火し、同建築および、同じく国宝の足利義満像を全焼させた。
当時、法隆寺金堂火災に続く大事件として、全国に大きな衝撃を与えたほか、犯人の自殺未遂や実母の引責自殺など、社会面の話題も加わって、世間の耳目を集めた。林は精神鑑定に掛けられたが、完全責任能力が認められ、同年12月に懲役7年の判決が下り、そのまま確定した。その後、収監中に結核と精神状態が悪化し、釈放されてのちの1956年（昭和31年）3月7日、26歳で病死した。
犯行の動機が謎めいていたことから、本事件を題材として、三島由紀夫『金閣寺』、水上勉『五番町夕霧楼』『金閣炎上』などの作品が書かれた。金閣は、1952年（昭和27年）から3ヶ年計画で再建工事が始められ、1955年（昭和30年）10月10日、落慶供養が営まれている。

## 舎利殿（金閣）
本放火事件によって焼失した金閣は、応永4年（1397年）に足利義満が北山に造営した別荘（北山第）にて、邸内の舎利殿として建築された三層の楼閣である。北山第は義満の死後に鹿苑寺となったが、金閣だけは破壊を免れて残存し続けた。文化財保護委員会（1966）は、「建築的にいえば、寝殿造系住宅内の庭園建築として、他に類例をみない貴重なものであった」としている。1897年（明治30年）12月28日には、国宝に指定され、1904年（明治37年）7月から1906年（明治39年）9月にかけては、解体修理が行われている。
金閣の第一層（法水観）の東壇厨子内には、木造足利義満坐像が安置されており、これは応永15年（1408年）の義満の死後、寺の創立に当たって制作されたものである。高さ77.2センチメートルの像で、円頂と法服を着け、右手に笏を持って坐った形に造られている。法服には、赤色の地一面に華麗な桐竹模様が描かれていた。この像も1901年（明治34年）8月2日、国宝に指定されていたもので、文化財保護委員会（1964）は、「当代の肖像彫刻にはみるべきものがあるが、なかでもこの像は、将軍義満の面目を伝える好個の遺品であり、その資料的価値の高いものであった」としている。
金閣の内部には火災当時、第一層の北側壁寄りに、西から足利義満像、観音菩薩像、阿弥陀如来像、勢至菩薩像、地蔵尊像（いずれも木像）と並べられ、その東には経堂と木製の金閣模型が置かれていた。金閣模型は1910年（明治43年）の日英博覧会に出品され、金閣を世界的に有名にしたものだった。観音菩薩像は運慶作、地蔵尊像は春日仏師作のものとされていた。第二層には西北寄りに岩屋観音像（木像）、その両側に四天王像（木像）が置かれていた。第三層には何も置かれていなかった。

## 林承賢
林 承賢（はやし しょうけん）こと、俗名：林 養賢（はやし ようけん、1929年〈昭和4年〉3月19日 - 1956年〈昭和31年〉3月7日）は、京都府加佐郡東大浦村成生（現・舞鶴市成生）にて、当地にある西徳寺の住職である父・林 道源（はやし どうげん、1899年〈明治32年〉 - 1942年〈昭和17年〉）と、母・林 志満子（はやし しまこ、1901年〈明治34年〉 - 1950年〈昭和25年〉7月3日）の長男として生まれた。兄弟はない。
1950年（昭和25年）時点で身長は162センチメートル・体重は53キロで、体格・栄養状態は良好、体形は肥満型に属した。中学校では器械体操や柔道などに取り組んだが、のちにはこれらは完全にやめ、囲碁・尺八・映画などを好んでいた。

### 生い立ち

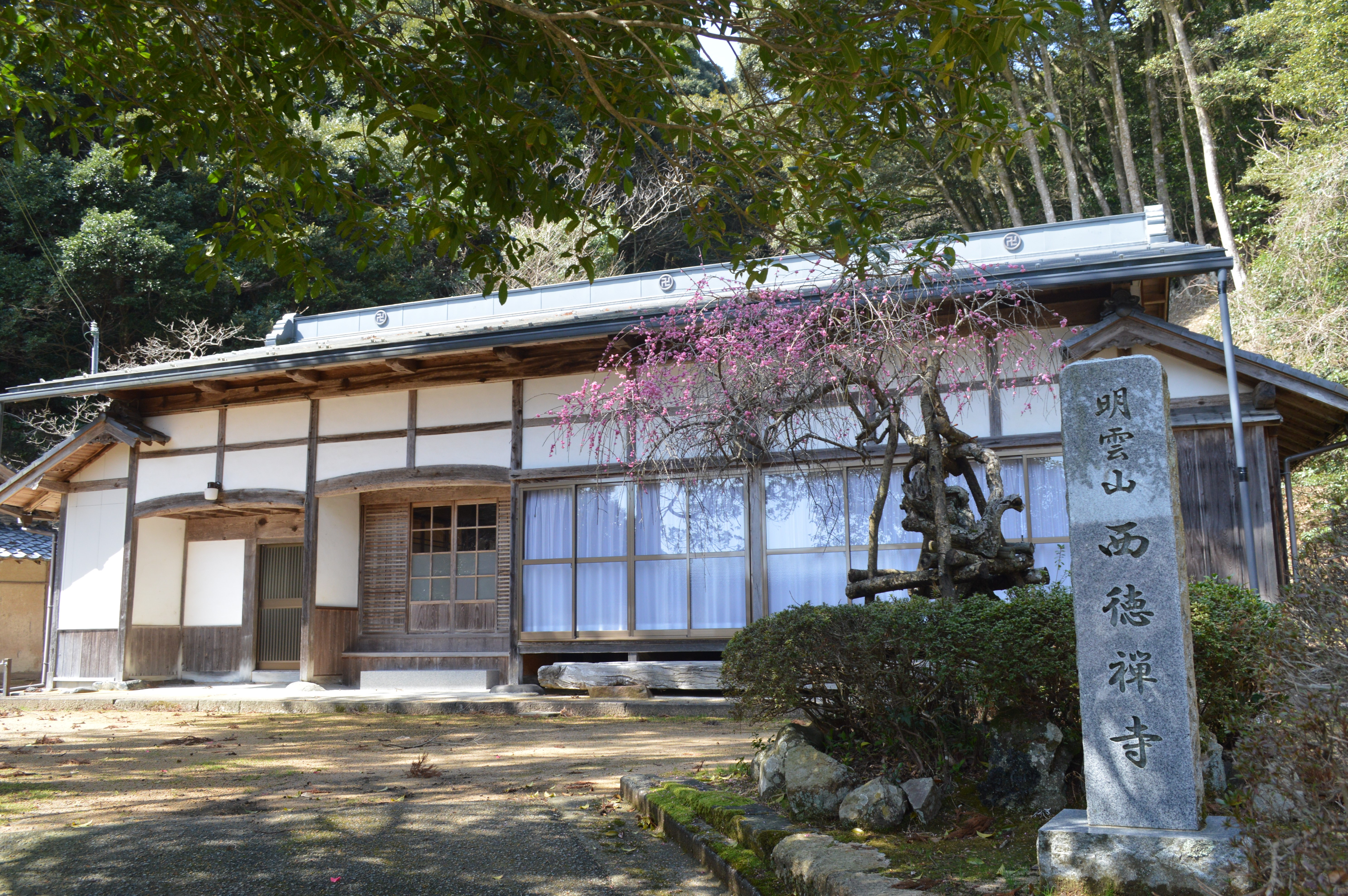
西徳寺（2021年）。2020年時点で住職は不在で、寺務は他の寺の僧侶が兼務して行っている。

養賢の生家である西徳寺は質素な寺院で、檀家のみでは寺を維持できず、村民の喜捨によりその分を賄っていた。父の道源は長らく肺結核を病み、臥床していることが多く、代わりに母の志満子が寺の切り盛りを行っていた。父が病弱で消極的な性格である一方、母は自己顕示欲が強く攻撃的で、性格的に調和しない両親であったとされる。
養賢は3歳ごろより吃音がみられた。学齢に達して田井小学校に入学してのちは、吃音でからかわれることがあったが、一方で身体が大きく敏捷であったため、一目置かれる存在でもあった。口数は少なかったが、下級生への面倒見はよく、また成績もクラスで1、2番という優秀さだった。
1941年（昭和16年）、京都府立東舞鶴中学校（現・京都府立東舞鶴高等学校）に入学し、通学の便宜や経済上の理由から、安岡にある伯父の家に寄宿するようになった。このころは温和で明るく、毎日読経して真面目に通学しており、週末には成生へ帰郷して、病床の父に代わって寺務を行っている。親しい友はいなかったが、特に偏屈や強情な様子は見られず、普通の生徒程度には活発でもあった。
1942年（昭和17年）12月、父の道源が死去（44歳没）。道源は死去する前、鹿苑寺住職の村上慈海に、息子を膝下で教育してもらいたい旨を嘆願する手紙を送っており、慈海はこれを承諾した。養賢は、1943年（昭和18年）3月に上洛して鹿苑寺で得度を受けたが（法名：承賢）、中学校修了までは伯父方で暮らすよう指示され、安岡へ一時戻った。しかしこの頃より、性格偏倚が目立ち、神経衰弱のような状態になったため、伯父は慈海に、中学卒業前だが入寺させてほしい旨を依頼している。

### 鹿苑寺での生活
1944年（昭和19年）3月あるいは4月、林は鹿苑寺に入山して徒弟となった。同時に学校は、花園中学校4年に編入する形で転学している。この間、勤労動員として京都市内の宮木製作所で働いたこともあったが、1945年（昭和20年）3月に花園中を卒業した。
中学卒業後、林は慈海へ願い出て、5月より肺浸潤のため1年ほど郷里で静養し、8月に成生で終戦を迎えた。その後、肺浸潤が治癒したため、1946年（昭和21年）4月に再び鹿苑寺へ戻り、相国寺山内禅門学院に入り、1年で再度転学して、1947年（昭和22年）4月、大谷大学予科に入学した。
予科入学後の1949年（昭和24年）夏ごろから、林は囲碁にふけり、慈海や学校当局の注意も顧みず、勉学を怠るようになった。予科入学当初は中位にあった成績も、予科1年では53人中24番、2年では77人中35番、3年では79人中79番と、次第に低下していった。8月には、鏡湖池の清掃作業を怠けていた寺の雑役夫を捕まえ、大勢の面前に引きずり出して打擲を加えるという出来事があった。
1950年（昭和25年）4月、辛うじて予科3年を修了し、本科支那語科へと進学。当初は他科への進学を志望していたが、成績不良のため支那語科となったもので、その後も依然として勉学を怠り登校しなかった。そのため同年6月11日ごろには、学校が行くのが嫌であるなら、僧堂で修業するように慈海から勧められたが、これも容易に聞き入れなかった。哲学や宗教などの講義では、内容を充分に理解できず、試験ではカンニングを行ったり、白紙で提出したりするようにもなっている。
また鹿苑寺内での態度も、当初は特に変わった様子はなかったが、予科3年の頃から次第に変化し、内向性・神経質・孤独型・強情・憂鬱などと周囲からは評される存在となった。また、柔道の型を教えるとして徒弟を投げ飛ばしたり、住職の不在時に菓子をつまみ食いしたり、勉強を始めてもすぐにやめて囲碁を打ち始める、などの行為が見られた。友人関係については、金閣を見物に来た同級生がたまに立ち寄る程度で、自分から訪ねていくことは全くなかった。

## 放火事件

### 犯行準備
林は鹿苑寺への入山後、徒弟の中から選任される住職の後継者となり、金閣寺を支配することを密かに望んでいたが、1949年（昭和24年）ごろより、住職の態度が冷淡で、他の徒弟に比べて自分が冷遇されている、と感じるようになった。そして林は、住職や周囲から擯斥されているとの思いから、不満と反抗の念を抱くと同時に、抱いていた望みが薄くなったと考えて絶望し、舎利殿（金閣）とその内部に安置されている足利義満坐像を焼燬した上で、自殺することを決意した。
1950年（昭和25年）6月10日、林は金閣第一層北側の板戸の内側の釘を密かに外し、24日ごろに一旦戻してのち、28日ごろに再度引き抜いた。釘を抜いた翌11日には、慈海より学校が嫌なら僧堂へ行くように言われているが、2-3日後に決心がついたかと問われると、「わかりません」と答えている。そこで慈海は登校するよう叱責し、林は「命令に従います。学校へ行かせてもらっているのはありがたく思っています」と答えたが、その後も登校する様子は見られなかった。
6月17日、父のお下がりの冬トンビを南船岡町の古物商で売却し、この金で遊廓へ登楼したが、不首尾に終わった。翌18日にはオーバーを売却して五番町泉楼へ再度登楼し、相手をした輝子という女性に「もうすぐ、わしのことが新聞にのるかもしれへんで」と話した。翌19日には合いオーバーを売却して、再度泉楼の輝子を訪ねたが、同衾はせず、昨日は童貞だと言ったがそれは嘘で、17日に別の店へ行っていたので半童貞だった、と説明して立ち去っている。
6月22日、上京区南上善寺町の薬局で、強い催眠作用のある「カルモチン」（ブロムワレリル尿素）100錠を購入した。この際、薬局の主人が100錠は学生には多すぎるとして30錠入りを勧めたが、林は100錠入りがどうしても必要だと主張して購入している。
また6月29日の夜、金閣の火災報知器が故障したため、7月2日に修理が予定されていた。

### 事件当日
1950年（昭和25年）7月1日夜、林は住職に灸を据え、按摩を施してのち自室へ戻り、22時ごろから24時ごろまで、来訪していた法兄の江上大量の求めに応じて碁を打っている。江上はのちに、林は普通に碁を打ち、放火を計画しているような様子は微塵も窺えなかった、と証言している。
7月2日3時ごろ、林は庫裡執事室に設備された火災報知器の電源器具が数日前から故障していることを確認した上で、大書院の隣室である自室から、衣類や書籍を持ち出した。そして約50メートル離れた金閣に北側出入口から侵入し、第一層の足利義満像前にある賽銭箱の前に、持ち出した布団・蚊帳・衣類・書籍などを積み重ねた。さらに庫裡東側の小屋から持ち出した藁束をその下に置き、マッチで点火した。
3時7分、消防出張所の望楼勤務者が、火災を最初に発見した。望楼は金閣の東方約2,720メートルの地点にあり、船岡山によって視界を遮られていたため、直接金閣を見ることはできなかったが、樹間を通し、あるいは上昇する火炎によって火災を覚知した。通報から6分後には最初の消防自動車が駆けつけたが、現場が衣笠山の山裾で道路状態が悪く、山林内であったため、火災状況を確認できたのはさらに4分後の3時17分ごろだった。この時点で既に金閣は全体は火に包まれており、5分後には火が屋根を抜き、3時40分ごろには三層の柱が燃えて屋根が落ちた。おおよそ鎮火したのは3時50分ごろだった。
本火災により、国宝の金閣（檜造り3層46坪・漱清4坪）のほか、内部に安置されていた木造足利義満坐像（国宝）、観音菩薩像、阿弥陀如来像、勢至菩薩像、地蔵尊像など6点が焼失した。鎮火後に、足利義満坐像の躰部のみが、焼損した姿で発見されている。一方で重要美術品に指定されていた、鳳林承章の『隔蓂記』や、その肖像画の『頂相』は寺内の北山文庫に保管されており、金閣の名称の起源である金銅の鳳凰の実物は倉庫内に保管して代用品を取り付けていたため、難を免れている。
警察や消防が現場検証を始めたところ、林の姿がなく、居室からは布団・蚊帳・机・本箱などがなくなっており、さらに焼け跡からそれらの残骸が発見されたことから、放火容疑者として逮捕状が発付され、市中や附近の山の捜索が開始された。
この捜索の結果、2日午後になって、金閣裏手にある左大文字山中腹で、服毒して苦しんでいる林が発見された。16時ごろに寺の清掃係が発見したとも、19時ごろに西陣署員が発見したともされる。林はカルモチンの過剰服用により意識朦朧としており、短刀で胸を突いて血を流していた。
その後、林を特別捜査本部へ連行して取り調べたところ、林は「火をつけた……」と自供した。その後は京都第二赤十字病院で手当てを受けつつ、京都地方検察庁の取り調べに対し、「おれは金閣と心中する覚悟で、午前二時ごろ布団と衣類とカヤを金閣に持ち込み、マッチで火をつけたが、こわくなってすぐ裏山に逃げた。金閣が燃え上るのを見て、ナイフで心臓と左肩下を突き刺し、カルモチン百粒を飲んだ。動機は、落ちついてからにしてくれ」と答えた。
同日23時の合同捜査本部は、林について「犯行の動機について林は口を閉じて語らないが判明したところでは犯行は二週間前から計画されたものであり、本人は "私は少しも悪いと思つていないから死刑になつても平気だ" と語つている」と発表している。
林は7月3日までに病院で記者の質問で答え、動機については「頭を整理してから話をする」と回答を引き延ばしたが、寺に恨みを持っているのではないかとの質問には「持つていない、村上住職とは理論で争つたことはあるが尊敬している」、放火時の心境については「もちろん金閣と運命を共にしようと思つていたが、ズボンが焼けはじめると熱くなり恐ろしくなつて山へ逃げた」、現在の心境については「何ら後悔していない、金閣など残しておくのは無意味だ」と語った。

## 事件直後
『京都新聞』は7月2日の夕刊で第一報を報じ、「今暁・国宝『金閣』焼失す」との大見出しと写真を掲載して、一面のほとんどを使って事件を報じている。ただし翌3日の朝刊では一面は朝鮮戦争の記事に代わり、金閣寺関連の報道は社会面に移された。酒井順子は当時の報道を分析して、金閣の全焼を嘆いたり、文化財をどう守るかという対策を練る様子はあるものの、林がなぜ金閣に放火したのかという点には注意がほとんど見られず、現代との違いが見られる、と指摘している。水上勉の『金閣炎上』によると、事件直後に村上住職は報道記者との面会を拒絶し、7月3日午後に産業経済新聞京都支局の記者・福田定一とのみ面会に応じた。福田定一とは後の作家・司馬遼太郎で、司馬は1978年の水上の取材に対し、当時宗教担当の記者として村上住職と面識を持っていたことで「特別な処置」を受けたのではないかと述べている。
文部省では、法隆寺炎上以来の大事件として、直ちに文化財保護委員会の事務官・国立博物館保存修理課の技官を調査のため派遣し、調査の結果、「国宝指定解除もやむをえず」との決断を下した。結局その後、指定は解除されたが、7月27日までには文部省は再建を決定し、建築施法の調査のために翌28日から仕口調査を行うこととしている。
鹿苑寺は、金閣の焼け跡の整理や樹木の植え替え、池の清掃などを実施したが、炎上後に多数の来観者を集めたあとは減少し、金閣を失った痛手が現れた。

### 識者の反応
村上慈海は事件直後の取材に対し、「林は私のいうことなどきかず、同僚ともなじまない孤独な性格の持主で、日ごろから寺や世間に対して不満を抱いていたことは事実だ」「私の指導のいたらなかったためで申訳ない」と答え、『真理』8月号に掲載の座談会では、「どうも、この度のことでは、どちらへもお詫びの致しやうがありません。ましてや、自分の弟子が仕でかしたなどといふことは、慙愧に耐へぬことであります。これも因縁といへば因縁なのでもありませうが、もつと私に道力と徳があれば、間違ひなく弟子を導くことも出来たのでありませう。実は何度か故郷へ帰すといふ話も出、その度に、もう暫く自分の手許にをいたらどうにかなつてくれるだらうなどと、一日延ばしに延ばしてゐたことが、とんだことになつてしまひました」「無断で寺をとび出したことも二度程ありましたが、日常それほど変つたこともなく、孤独を好んでゐたのも、青年時代にありがちな憂欝だらうと私は思つてをりました。たゞ最近は学校の方を怠けがちだと云ふことが判りましたので、学校へゆかぬなら僧堂へ入るやうにと、厳しく叱責したことがありました」と語っている。
文部大臣の天野貞祐は、「あまり突然のことで驚いている、さきの法隆寺と言い今度の金閣寺と言い次ぎ／＼に国宝物を失つたことはまことに残念至極というほかはない、とりあえず調査員を急派したが、この報告によつて具体的対策を講ずる考えだ、国宝物に対しては厳重な保存方を注意してあるのだが何とも申訳ないことである」と述べた。
東京芸術大学学長の上野直昭は、7月1日の京都市立美術大学開校式のため折しも上洛していたが、新聞の取材に対し「焼失の国宝は建造物金閣と義満の木像の二つであるが、銀閣とならんで、二つとない国宝であるだけに国民的痛手は大きい。たゞ本堂、庫裏、方丈および南天の床柱で名高い夕佳亭などが助かったのは不幸中の幸いだった」「松山城、松前城、法隆寺など火の気のない所でつぎ／＼に国宝を焼いているがこれらはある程度残つて復元可能だつたが金閣寺は全く原型をとどめないまでに焼けてしまつたので復元出来るかどうか検討しなければわからない、詳細な図面、模型など相当ありこれらで新しく復元して型だけは出来ても当然美術的価値はなくなり単に名所としての存在価値しかない訳だ」と述べている。
慶應義塾大学教授の林髞（木々高太郎）は、「犯人は完全な変質者だ、変質者は平和な時代で、何らの刺激もうけなければ常人と変りない、過去の束縛からぬけ出たいまの世相が原因となつて住職と抗争をしたことが近因だと思われる」「何故金閣を選んだか、それは僧侶としての価値判断から生命と引かえても惜しくない気持ちだつたのだろう」「あたら金閣を焼いたのは腹立たしいほど口惜しいが変質者の犯罪を防止するためには警戒を厳重にして厳刑を以て臨んでも根絶は出来ない、変質者の子を残さないような優生学的措置と社会情勢の安定化こそ必要なのだ」と述べている。

### 母親が自殺
林の母親・志満子は2日のうちに、弟（47歳）とともに加佐郡河東村を発ち、山陰本線で京都市へと向かっている。理由は金閣焼失の報を聞いての見舞で、息子の犯行と知ったのは二条駅へ到着してからのことであったとされる。志満子は西陣警察署で息子との面会を試みたが、林は警部らの説得にも頑なに応じず、面会を拒んだ。志満子はその夜は西陣署で保護され、3日午後に花園駅から帰途に就いたが、同日17時20分ごろ、保津峡駅 - 馬堀駅間（南桑田郡篠村、現・亀岡市篠町）にて、弟が目を離した隙にデッキから保津峡へ飛び降り自殺を遂げた（49歳没）。
西陣署は志満子が「あの子は国賊です。普通の犯罪とはくらべものにならぬ大罪を犯しました。どうすれば罪ほろぼしが出来るでしょうか。私の気持は申訳ないというよりほか、言いあらわせません。なぜ死んでくれなかったのでしょう。私があの子の代りに死ねるものなら死んで、罪ほろぼしをしたいと思います」と語っていたとしている。遺体は国警南桑田地区署の署長らによって、保津川遊覧船を使用して引き上げられ、篠村役場にて通夜が営まれた。

## 裁判
1950年（昭和25年）7月13日午後、京都地方検察庁は林を、放火および国宝保存法違反の容疑で起訴した。
7月24日、京都地方裁判所第三刑事部法廷（裁判長：小田春雄）において、第一回公判が開かれた。この公判では、慈海や舞鶴在住の伯父が証言を行っている。林は起訴事実を明瞭に認めたが、検察側が動機として陳述した「自己嫌悪、美に対する嫉妬、美しい金閣と共に死にたかったこと、社会に対する反感、放火に対する社会の批判をきいてみたいという好奇心」に対しては、「本当といえば本当、本当でないといえば本当でない」と答えている。弁護人が心神耗弱を主張して精神鑑定を求めたため、京都大学医学部精神医学教室主任教授の三浦百重が精神鑑定を務めることとなったが、三浦が鑑定人として宣誓した際、林は突然立ち上がり「私は気違いでないから鑑定は不要だ」と主張している。
精神鑑定は、8月から10月にかけ、5回に渡って行われた。その結果、三浦は林は精神病ではなく、分裂病質であると診断し、完全な責任能力を認めた。検事はこの鑑定結果を受け、12月20日の第三回公判において、「事実関係において金閣を焼く何らの理由もなく、全く独善による犯罪で、自己満足のために社会を犠牲にした悪性のもの」として、懲役10年を求刑。裁判所も鑑定書に基づき、完全責任能力を認定し、12月28日、懲役7年の実刑（未決勾留日数150日を算入）を言い渡した。林は控訴することなく、本判決が確定した。

## 犯人のその後
1951年（昭和26年）1月18日、林は加古川刑務所に収監された。当初は穏健かつ真面目に過ごしていたが、2月ごろから慈海へ頻繁に手紙を送るようになり、「村上慈海大和尚猊下　不肖の弟子はいま心から、ふかく、ふかくお詫びいたします。私がなしました罪業は、何よりもましてふかく、仏徒としてあるまじきこと、また人間の子としてあるまじきことをなしたことに気づき、只今はひたすら反省いたしてをります」「あの夜のことが、いまひしひしと悔いられ、土に伏したい気持であります。何卒、猊下、私のこの気持をお察し下さい。おゆるし下さい。おゆるし下さい。何とぞ、おゆるし下さい」といった、悔恨や謝罪の気持ちを綴っている。
また、同じ2月末からは、しばしば異常状態のため夜間独居拘禁を受けるようになり、4月からは土木作業に入ったものの、この頃より夜間、誰かに精液を吸い取られるとの体感幻覚・被害妄想が始まり、11月中旬からは心神耗弱のため、しばしば厳重独居拘禁を受けている。
1952年（昭和27年）、恩赦により刑期が5年3ヶ月に減刑された。同年4月からは、手紙の内容も支離滅裂になり、奇怪な表現が多くなり、「地獄に落ちる」「私の血は何色か」「住する所がない」などの危機的体験が起こった。6月からは、肺結核のため休業となっている。慈海への手紙は、この頃にも引き続き発信された。
1953年（昭和28年）3月12日、精神障害と肺結核の悪化のため、八王子医療刑務所へ移送された。八王子では「拒食、緘黙、幻聴、被害妄想、感情鈍麻が主で、しばしば独語、啼泣し、時には衝動行為」といった症状が見られた。一人の看護婦を母と同一視して「荒川先生」「荒川観音」と呼び、刑務所の支給品を拒んでいたものの、毎食、彼女が与えるパン1個・牛乳2合・砂糖だけは摂取していた。
1955年（昭和30年）10月に京都刑務所へ移送され、同月30日に満期釈放。そのまま直ちに京都府立洛南病院へと措置入院した。同年に金閣が再建されたことを聞かされた際には、その写真を見たがることもなく、「どうでもよい、無意味なことだ」と述べている。
1956年（昭和31年）2月中旬から、肺結核の悪化により全身状態が不良となった一方、幻覚・妄想・作為体験を否定するようになった。3月7日の11時10分、林は結核のため死去した（26歳没）。戒名は正法院鳳林養賢居士。墓は道源の故郷である舞鶴市安岡の共同墓地に、志満子の墓と並んで建てられている。

## 影響

### 分析
本事件は、戦後の日本において無軌道な犯罪を重ねる若者、通称「アプレゲール（戦後派）」による犯罪事件の一種として数えられる。アプレゲール犯罪としては他に、東大助教授毒殺事件（1949年12月）、鉱工品貿易公団横領事件（1950年4月）、日大ギャング事件（1950年9月）が挙げられる。
大宅壮一は、「恐ろしい世の中になったものだ。国宝金閣寺と無理心中しようという男が出てきた。しかもかれは僧籍に身をおき、とにもかくにも、大学と名のつくものに通っているインテリの卵である」とし、終戦時に17歳であった犯人の頭の中では「新旧の価値観念がオーバラップし、交錯して、古いものをぶちこわす気持を起させたものだろう」「戦後の教育は、教育勅語と忠君愛国をとりあげてしまっただけで、それに代る何物をも与えていない。こういった真空の頭をもった日本人が今やどしどし増えつつあるのだ。アプレゲール政府の無為政策の犠牲になっているのは、何も法隆寺や金閣寺だけではない」と述べている。
文化財保護委員会の関野克は、金閣炎上の前年である1949年（昭和24年）1月26日に法隆寺金堂火災が起こり、2月27日には松山城で放火による火災があり、6月5日には松前城が飛び火によって焼け、翌1950年（昭和25年）2月12日に長楽寺が浮浪者の火の不始末で焼失していることから、「昭和二十四年から二十五年にかけては、まことに文化財建造物、当時は国宝と申しておりましたが、国宝の建造物の受難時代であったといわなければならないと思います。これもまた戦後の日本の一つの社会的な現われであったかとも考えられるのでございます」と述べている。
小林秀雄は、「金閣放火事件は、現代に於ける、まことに象徴的な事件」とし、犯人が動機を「美に対する反感」と述べていることについて、「新聞に載った彼の自供は、いかにも狂人好みの推論の為の推論、反省の為の反省で、私の興味を惹いた」「悲しい哉、現代は狂人に充ちてゐる。彼は意志を病んでゐる。人間を信じない事を先づ欲した」と述べている。また、以前に狂人の山下清の絵画が人気を呼んだことを滑稽に感じたとし、「成る程、清君の画は美しいが、何にも語りかけてくるものがない、いくら見てゐても、美しさの中から人間が現れて来ない」「美しい形について考へる事が出来ずに、空しく美しい形を扱つてゐる清君は、美しい形を感ずる事が出来ずに美について考へる金閣の放火狂人とそんなに異つた事をやつてゐるのではない。二人とも人生への出口の見つからぬ閉された魂である。人とともに生きてゐるといふ根本の倫理観を欠いてゐるから、清君は美しい形を創つても空しいのだし、後者は道徳を論じても実行しても、空しいのである」と分析している。
河上徹太郎は、逮捕後の林が語った「美にたいする反逆」という動機とともに、法隆寺金堂火災の際に正宗白鳥が「法隆寺、法隆寺とみんなが余りいふから焼けるやうなことになるのだ」と述べていたことや、壁画が焼けてから法隆寺の賽銭が増加したことなどに触れ、「彼が『美にたいする反逆』と呼ぶものが、内容は如何に物悲しい彼個人のものであり、それが戦後の事大主義的なわが国の文化主義に抵抗して、大事件となつて現れたものであるかが分る。まことに金閣寺炎上は、『雉も鳴かずば射たれまじ』風の哀調を帯びた悲劇である」と述べている。その上で、「この破戒僧のように、行為の責任を己が意識のどの部分にも関りないものにするような、完璧に破廉恥な存在といふものが、現代には往々見かけられる」とし、この種の人間の格好の標的として、金閣の美意識というような観念的な急所が存在することから、「だからこの種の建造物を完全に心なき侵害から守らうとするには、まづ国民精神の中の心なき美意識を打破し、真に充実した美の尊重感を国民の中に樹立することである」と提言している。
また河上は、犯人の母が自殺したことに世間は同情を寄せているが、果たして他人事として晏如としている資格があるだろうか、母親の心を蹂躙することはないと自負できる息子がどれだけいるだろうかと疑問を呈し、「自分のさういふことは棚に上げて、金閣炎上といふ社会的事件に関する限り、自分の良心や情操を働かせて道徳的になつてゐられるといふことが、現代の倫理的風景であり、この無責任な心情が集つて作つた世の中が、幾世紀も無事だつた金閣を焼くのである」と述べている。

### 金閣の再建

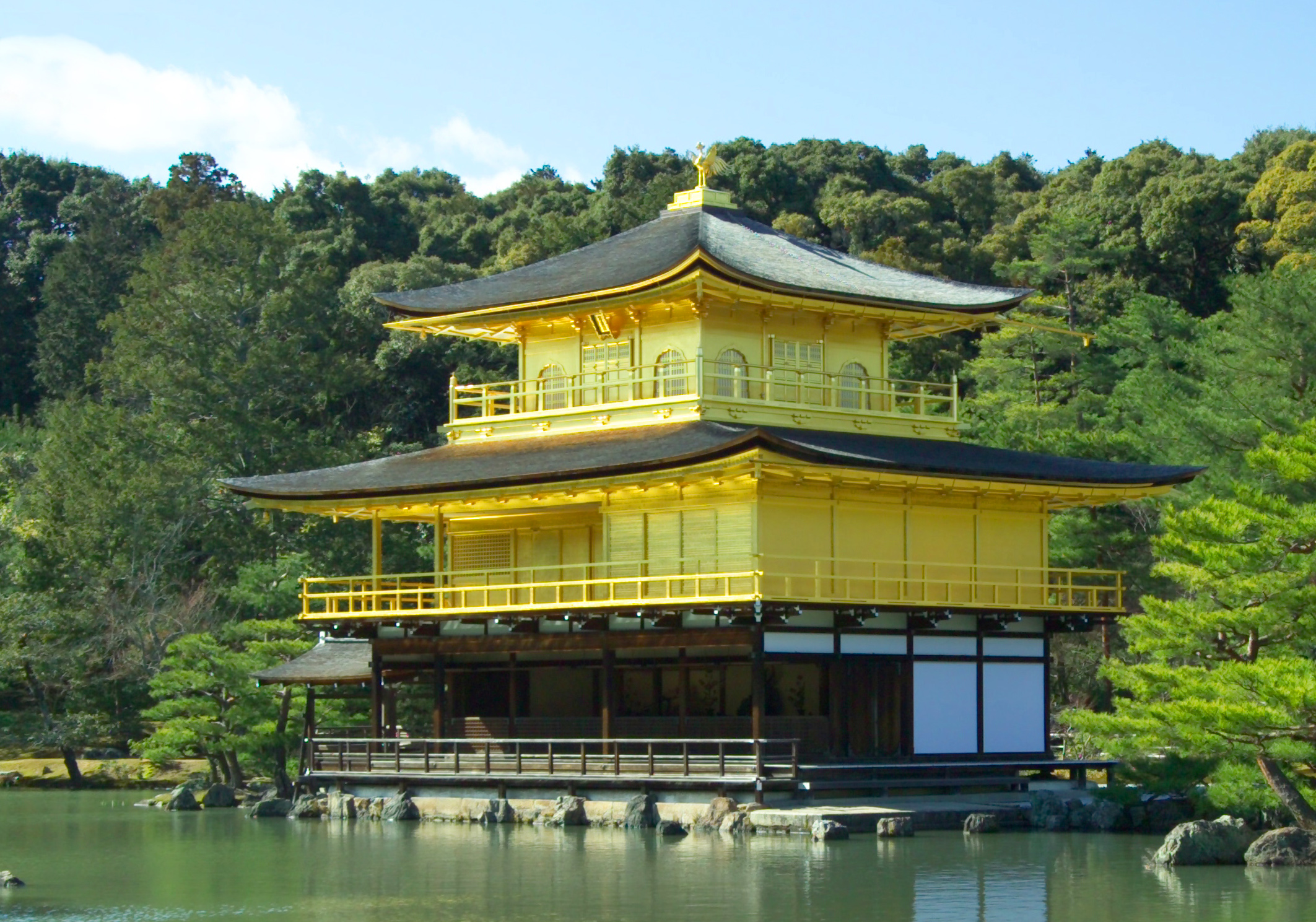
再建された金閣

金閣の再建に当たっては、赤松俊秀によれば、世間からの意見は必ずしも木造での忠実な再現を望むものではなく、「鉄筋コンクリートで作ればよい、形だけは元通りに作れば二度と焼けないだろう」というものも見られたという。しかし文化財保護委員会や専門審議会の後押しにより、忠実な形での再建が実現することとなった。
再建は、その後勃発した朝鮮戦争に伴う物価騰貴のために難航したが、慈海が謝罪を兼ねて托鉢の行脚を行うことでも、資金を集めている。托鉢は事件の際に、新聞で様々なことを書き立てられた慈海への、世間の反感を減ずることにもなったという。その後、再建資金の一部がまとまった1952年（昭和27年）3月22日に起工式が催され、3ヶ年計画で工事が始められた。設計は明治時代の図面に従って、3月28日に着手され、5月1日に完了した。
1955年（昭和30年）10月10日、落慶供養が営まれた。鹿苑寺住職や檀家総代の熱心さ、京都府教育長文化財保護課による指導援助が功を奏したとされ、かかった費用は合計で2,825万4,200円だった。
再建された金閣は、焼失前と全くの同一ではなく、建築から500年以上の間に改造された部分を旧に復すため、以下の変更が行われた。
- 第一層北側の東端二間の出入口を除去し、壁に改める[注 10]。
- 第一層北側の縁から第二層へ上がる階段は、明治時代のものであるため除去する。
- 第二層の東・北・西の三方にあった縦格子窓を、すべて板壁に改める。
- 第二層南側の雨戸4枚を、吹き寄せ舞良戸4枚・明障子2枚に改める。
- 第二層の東室・仏間の間を復旧、仏間の腰掛を除去、舞良戸を従来の高さに改める。

その後、1987年（昭和62年）には、金箔がそれまでの5倍の厚さに張り替えられた。また2010年（平成22年）時点で、鹿苑寺のパンフレットには、金閣が焼失した事件について、全く記されていない。

## 本事件を題材とした作品
画家の川端龍子は、事件と同年のうちに、日本画で『金閣炎上』を描いている。川端は事件翌日の新聞で焼失した金閣の写真を目にし、「それを惜しむといふことと同時に、矢張り生者必滅の諦め」を感じたが、同時に「あのかつての空襲爆撃の火は、既に体験済の自分ですが、どうも、あの火だけは描く気になれずに見送つたが、金閣の炎上、これは絵に成る……」と創作欲が湧き、描くことにしたとしている。本作は、昭和25年青龍展に出品された。
作家の三島由紀夫は、1956年（昭和31年）1月から10月にかけて『新潮』に長編小説『金閣寺』を連載し、10月に新潮社より単行本として刊行された。本作は高く評価された三島の代表作であり、数ヶ国語に翻訳されて広く読まれている。三島は資料の収集や実地調査などを入念に行い、骨子としてはモデルに忠実でありながらも、完全な創作のエピソードも織り込み、明らかなフィクションとしてわかるように書かれている。
同じく作家の水上勉は、『五番町夕霧楼』（1962年）『金閣炎上』（1979年）の、2作の長編小説を著した。三島の『金閣寺』は、林本人にさほど関心を示した形跡がなく、物語も虚構のものである一方、水上の『金閣炎上』は、ほとんどノンフィクションに近い作品であり、事件関係者や林を知る人物への取材を経て執筆されている。水上は同じ臨済宗の修行僧だった過去があり、林と同じ花園中学校も卒業しているほか、還俗して福井県大飯郡で代用教員を務めていた1944年（昭和19年）8月には、成生近くの杉山峠で、偶然に林と出会うという経験もしたと記している。
映画作品としては、1958年（昭和33年）に、三島の『金閣寺』を原作とした市川崑監督の『炎上』があり、「第32回キネマ旬報主演男優賞」などを受賞する高い評価を得て、主演を務めた市川雷蔵の代表作となっている。また水上の『五番町夕霧楼』も、1963年（昭和38年）に田坂具隆監督・佐久間良子主演で映画化されてのち、1980年（昭和55年）には山根成之監督・松坂慶子主演で再映画化された。
ノンフィクションとしては、酒井順子が2010年（平成22年）に刊行した『金閣寺の燃やし方』では、三島と水上の作品を比較し、題材となった放火事件そのものにも立ち入りつつ考察している。
精神科医の内海健が2020年（令和2年）に刊行した『金閣を焼かなければならぬ 林養賢と三島由紀夫』は、林の病理と同時に『金閣寺』を書いた三島由紀夫の病理を追究したノンフィクションで、第47回大佛次郎賞を受賞している。